# Österreichisches Schülerzeitungs-Zentrum
Das Österreichische Schülerzeitungs-Zentrum (ÖSZ) diente der Schaffung einer Bewegung von Basisinitiativen für Schülerzeitungen und andererseits der Ausbildung und Schulung der Redakteure sowohl in journalistischer als auch technischer Hinsicht. 

## Geschichte
Es wurde im Jahr 1970 von Funktionären des Verbandes Sozialistischer Mittelschüler (VSM), darunter Fritz Keller (Historiker), gegründet und genoss die Unterstützung des Unterrichtsministers Fred Sinowatz.
Hintergrund der Gründung war der Versuch des VSM, über das ÖSZ politischen Einfluss auf die rasch entstehenden Schülerzeitungen zu bekommen. Gleichzeitig sollten den Schülerzeitungen in Österreich technische Hilfsmittel für die Produktion der Zeitungen zur Verfügung gestellt werden.
Der erste Geschäftsführer des ÖSZ war Helmut Dité. Ihm folgte Anfang 1971 Michael Amon nach, der gleichzeitig Stellvertretender Landesobmann des VSM-Wien und Vertreter des Österreichischen Bundesjugendrings im Schülerbeirat des Unterrichtsministeriums war. Anfang 1973 übernahm die VSM-Funktionärin Margit Budil die Geschäftsführung. Infolge des Konflikts des VSM mit der Führung der SPÖ löste sich auch das ÖSZ auf.